# Euryolpium agniae
Euryolpium agniae är en spindeldjursart som beskrevs av Vladimir V. Redikorzev 1938. Euryolpium agniae ingår i släktet Euryolpium och familjen Olpiidae. Inga underarter finns listade i Catalogue of Life.